# Emelie (film)
Emelie è un film del 2015  diretto da Michael Thelin con protagonista Sarah Bolger.

## Trama
La famiglia Thompson si ritrova senza baby sitter la sera del proprio anniversario di nozze e si rivolge così ad Anna. Anna viene però rapita all'inizio del film da una coppia su un'auto scura. Successivamente si presenta a casa Thompson la misteriosa Emelie, che si finge Anna. I coniugi Thompson non si accorgono dello scambio di persona e lasciano i bambini alla baby-sitter. La ragazza si dimostra molto scortese e aggressiva con i ragazzi più grandi, divertendosi a spaventarli; crea invece un bel legame con il piccolino, Chris. Il più grande dei bambini, Jacob, è molto diffidente nei confronti della ragazza, che assumerà anche comportamenti a tendenza sessuale nei suoi confronti.
Assieme alla sorellina più piccola, Jacob riuscirà a scoprire la vera identità di Anna e la sua storia passata. Emelie, infatti, racconta di aver avuto un bambino ma di averlo perso "per un errore"; lei sta quindi cercando un nuovo bambino da rapire ai suoi genitori e la sua scelta è caduta su Chris. I genitori dei bambini sono intanto al ristorante e la madre, molto premurosa, si preoccupa di sentire come stanno. La mamma telefona a casa ricevendo risposta da Emelie che tutto è a posto. Dopo un po', nel percorso verso casa hanno un incidente con l'automobile che aveva rapito Anna all'inizio; si scoprirà poi che Anna è stata uccisa e il suo cadavere si trova all'interno del bagagliaio dell'auto. Alla fine Jacob prende il controllo della situazione a casa, investendo, con l'auto sportiva del padre, la tanto odiata e misteriosa Emelie pensando di averla uccisa ma negli ultimi secondi del film Emelie scappa, ancora viva.